# 마이 리틀 포니: 우정은 마법의 에피소드 목록
《마이 리틀 포니: 우정은 마법》는 2010년부터 방송되는 미국의 텔레비전 애니메이션이다. 2010년 10월 10일에 첫 방송을 시작하고 네 시즌을 거치면서 총 91개 에피소드가 방영되었다. 해즈브로는 2015년 1~2분기에 시즌 5를 출시할 것이라고 발표했다. 빠큐 한 시즌은 22분짜리 에피소드 26개로 이루어져 있다. 세 번째 시즌은 예외적으로 13개 에피소드로 방영되었다. 그리고 현재는 9시즌, 221화 모두 공개된 상태다.

## 시리즈 개요
| 시즌 | 시즌 | 회수 | 방송 날짜        | 방송 날짜        | 방송 날짜         |
| 시즌 | 시즌 | 회수 | 시즌 시작        | 시즌 종료        | 방송국            |
| ---- | ---- | ---- | ---------------- | ---------------- | ----------------- |
|      | 1    | 26   | 2010년 10월 10일 | 2011년 5월 6일   | 허브 네트워크     |
|      | 2    | 26   | 2011년 9월 17일  | 2012년 4월 21일  | 허브 네트워크     |
|      | 3    | 13   | 2012년 11월 10일 | 2013년 2월 16일  | 허브 네트워크     |
|      | 4    | 26   | 2013년 11월 23일 | 2014년 5월 10일  | 허브 네트워크     |
|      | 5    | 26   | 2015년 4월 4일   | 2015년 11월 28일 | 디스커버리 패밀리 |
|      | 6    | 26   | 2016년 3월 26일  | 2016년 10월 22일 | 디스커버리 패밀리 |

## 에피소드

### 시즌 1
| 번호 | 제목                                            | 감독                      | 작가                               | 본 방송 날짜 | 대한민국 방송 날짜 |
| --- | ----------------------------------------------- | ------------------------- | ---------------------------------- | ------------ | ------------------ |
| 01 | "우정은 마법, 1부" "Frienship is Magic, part 1" | 제이슨 티선 & 제임스 우튼 | 로렌 파우스트                      | 2010-10-10   | 2014-04-30         |
| 트와일라잇 스파클은 조화의 원소에 대해 공부하던 중, 나이트메어 문에 대한 전설을 알게 된다. 나이트메어 문이 다시 돌아와 이퀘스트리아를 영원한 밤에 빠뜨린다는 예언을 본 트와일라잇은 셀레스티아 공주에게 알려 사태를 막으려 하지만, 셀레스티아 공주는 트와일라잇의 의견을 무시하고 '태양의 날 축제' 감독으로서 포니빌로 보낸다. 트와일라잇은 포니빌에서 핑키파이, 애플잭, 레인보우 대시, 래리티, 플러터샤이를 만나게 된다. 태양의 날 축제가 시작되자, 셀레스티아 공주는 사라지고 나이트메어 문이 나타난다. 나이트메어 문은 이퀘스트리아를 영원한 밤에 빠뜨리려 하고 포니들은 동요한다. |                                                 |                           |                                    |              |                    |
| 02 | "우정은 마법, 2부" "Frienship is Magic, part 2" | 제이슨 티선 & 제임스 우튼 | 로렌 파우스트                      | 2010-10-22   | 2014-05-01         |
| 트와일라잇과 친구들은 나이트메어 문을 저지하기 위해 에버프리 숲에 있는 조화의 원소를 찾으러 간다. 에버프리 숲에서 일행은 여러 위험한 일에 처하지만, 해결해 나간다. 트와일라잇은 조화의 원소를 발견하고 기뻐하지만, 나이트메어 문이 나타나 조화의 원소를 부숴버린다. 트와일라잇은 절망하지만, 이내 자신과 친구들이 각각 마법(트와일라잇 스파클), 웃음(핑키파이), 정직(애플잭), 의리(레인보우 대시), 배려(래리티), 친절(플러터샤이)로 조화의 원소를 대표한다는 것을 알게 되어 조화의 마법을 이용해 나이트메어 문을 저지한다. 나이트메어 문은 옛날의 루나 공주로 돌아오고 셀레스티아 공주와 만나 기뻐한다. 셀레스티아 공주는 친구들을 사귀었지만 캔틀롯으로 돌아가야 한다는 것에 실망한 트와일라잇을 위해 트와일라잇에게 포니빌 도서관에서 우정에 대해 공부하도록 지시한다. |                                                 |                           |                                    |              |                    |
| 03 | "기쁨 나누기" "The Ticket Master"               | 제이슨 티선 & 제임스 우튼 | 에이미 키팅 로저스 & 로렌 파우스트 | 2010-10-29   | 2014-05-07         |
| 어느 날, 트와일라잇은 셀레스티아 공주로부터 새해맞이 포니 대축제 초대장 2장을 받는다. 그 사실을 알게 된 친구들은 트와일라잇에게 자신을 데려가 달라며 호의를 베푼다. 트와일라잇은 친구들의 호의를 부담스러워 하며 누구에게 초대장을 줄지 고민한다. 친구들은 부담스러워 하는 트와일라잇을 보고 트와일라잇에게 사과하며 서로에게 초대장을 양보한다. 트와일라잇이 모두 갈 수 없다면 가지 않는 게 낫다며 초대장을 셀레스티아 공주에게 되돌려 보내자 셀레스티아 공주는 트와일라잇에게 초대장 6장을 주고, 모두 새해맞이 포니 대축제에 갈 수 있게 된다. |                                                 |                           |                                    |              |                    |
| 04 | "애플벅 시즌" "Applebuck Season"                | 제이슨 티선 & 제임스 우튼 | 에이미 키팅 로저스                 | 2010-11-05   | 2014-05-08         |
| 애플잭의 오빠인 빅 매킨토시가 다쳐 애플잭은 애플벅 시즌 동안 혼자서 스위트 애플 농장의 모든 사과를 따기로 결심한다. 트와일라잇은 애플잭에게 도움을 주려 하지만 애플잭은 단호하게 거절한다. 애플잭은 피곤한 채로 친구들과의 약속을 지키고, 그러면서 친구들이 피해를 입는다. 끝내 애플잭은 친구들의 도움을 받아들이고, 남을 돕는 것도 중요하지만, 도움을 받을 줄 아는 것도 중요하다는 교훈을 얻는다. |                                                 |                           |                                    |              |                    |
| 05 | "그리핀 길들이기" "Griffon the Brush Off"       | 제이슨 티선 & 제임스 우튼 | 신디 마로우                        | 2010-11-12   | 2014-05-14         |
| 어느 날, 레인보우 대시의 그리핀 친구 길다가 레인보우 대시를 찾아온다. 핑키파이는 레인보우 대시와 놀고 싶어 하지만, 길다는 레인보우 대시를 독차지하기 위해 핑키파이를 괴롭힌다. 핑키파이는 길다에 대해 트와일라잇에게 불평하지만, 트와일라잇은 핑키파이가 질투하는 것이라고 치부한다. 핑키파이는 길다를 교화시키기 위해 파티를 연다. 길다는 파티에서 레인보우 대시의 장난에 걸리고, 핑키파이의 짓이라고 생각해 핑키파이에게 화를 낸다. 레인보우 대시는 길다의 본성을 보고 길다를 나무란다. 길다는 당황하며 포니빌을 떠나고, 트와일라잇은 핑키파이에게 사과한다. |                                                 |                           |                                    |              |                    |
| 06 | "허풍쟁이 트릭시" "Boast Busters"               | 제이슨 티선 & 제임스 우튼 | 크리스 사비노                      | 2010-11-19   | 2014-05-15         |
| 어느 날, 포니빌에 자신을 마법 천재라고 칭하는 트릭시라는 유니콘이 온다. 트릭시는 자신이 큰 곰 자리를 물리친 적이 있다며 허풍을 떤다. 트와일라잇의 친구들은 트와일라잇에게 트릭시에게 본때를 보여주라고 부탁하지만, 트와일라잇은 자신이 허풍을 떠는 것으로 보일까 거절한다. 그러던 중, 트릭시를 추종하던 스닙스와 스네일스가 트릭시가 큰 곰 자리를 물리쳤다는 것을 증명하기 위해 실제로 큰 곰 자리를 데려오고, 트릭시의 거짓말이 탄로난다. 그때 트와일라잇이 마법을 이용해 큰 곰 자리를 물리치고, 스닙스와 스네일스가 데려온 것은 사실 작음 곰 자리였다는 것을 알아낸다. 트와일라잇은 이번 일로 친구들을 도울 때는 능력을 뽐내도 괜찮다는 것을 배운다. |                                                 |                           |                                    |              |                    |
| 07 | "드래곤샤이" "Dragonshy"                        | 제이슨 티선 & 제임스 우튼 | 메건 맥캐시                        | 2010-11-26   | 2014-05-21         |
| 어느 날, 포니빌 근처 산 정상에서 검은 연기가 뿜어져 나온다. 트와일라잇은 셀레스티아 공주로부터 연기는 드래곤으로부터 나오는 것이고, 빨리 막지 않으면 이퀘스트리아가 100년 동안 검은 연기에 묻힐 것이라는 사실을 전해듣는다. 트와일라잇은 친구들을 데리고 드래곤을 설득하러 가려 하지만, 동물을 다루는 데에 소질이 있는 플러터샤이는 무섭다며 거절한다. 정상으로 가면서 플러터샤이는 방해거리만 되지만, 드래곤이 트와일라잇과 친구들을 위협할 때 용기를 내 드래곤을 타이른다. 드래곤은 플러터샤이에게 설득당해 잠자리를 옮기고, 친구들은 우정은 두려움도 극복하게 해준다는 교훈을 얻는다. |                                                 |                           |                                    |              |                    |
| 08 | "파자마 파티" "Look Before You Sleep"           | 제이슨 티선 & 제임스 우튼 | 샤를로트 풀러톤                    | 2010-12-03   | 2014-05-22         |
| 애플잭과 래리티는 태풍을 대비해 나뭇가지를 정리하던 중, 의견 충돌로 싸운다. 싸우던 사이 태풍이 오고 둘은 무서워서 집으로 돌아갈 수 없게 된다. 트와일라잇은 둘을 보고 자신의 집으로 초대한다. 트와일라잇은 파자마 파티를 할 수 있다며 기뻐하고, 애플잭과 래리티는 서로 함께 있기 싫어 하지만 트와일라잇을 위해 파자마 파티를 해주기로 한다. 둘은 파자마 파티 내내 싸우면서 결국 파티를 망치고, 트와일라잇은 둘에게 화를 낸다. 그때 집 근처 나무에 번개가 쳐 나무가 쓰러지면서 다른 집을 덮치려 한다. 애플잭은 나무에 밧줄을 묶고 당겨 다른 집을 구하지만, 나무가 트와일라잇의 집 안에 들어온다. 트와일라잇이 안절부절 못 하고 있는 사이, 애플잭은 래리티에게 나무 치우는 것을 도와달라고 부탁한다. 래리티는 더러워지는 것을 감수하고 애플잭을 도와준다. 둘은 이 일로 화해하고, 서로의 차이점을 인정하는 것이 중요하다는 교훈을 얻는다. |                                                 |                           |                                    |              |                    |
| 09 | "무시무시한 소문" "Bridle Gossip"               | 제이슨 티선 & 제임스 우튼 | 에이미 키팅 로저스                 | 2010-12-10   | 2014-05-28         |
| 어느 날, 트와일라잇은 친구들로부터 마녀 제코라에 대한 소문을 듣는다. 트와일라잇은 제코라는 얼룩말일 뿐이라며 친구들의 말을 무시한다. 그때 애플블룸이 제코라의 정체를 밝히기 위해 몰래 슈가 큐브 코너에서 나가고, 트와일라잇과 친구들은 애플블룸이 제코라를 따라간 것을 눈치채고 에버프리 숲으로 간다. 그곳에서 친구들은 애플블룸을 발견하고, 제코라와 맞닥뜨린다. 제코라는 친구들에게 무언가를 조심하라는 말을 남기고 사라진다. 다음 날, 트와일라잇을 포함해 친구들의 몸에 이상이 생기고, 이를 제코라의 저주라고 생각한다. 애플블룸은 자신 때문에 트와일라잇과 친구들이 저주에 걸렸다고 생각해 제코라를 만나러 에버프리 숲으로 간다. 친구들은 애플블룸이 사라진 걸 눈치채고 에버프리 숲으로 따라간다. 친구들은 제코라와 만나고, 대화를 통해 제코라가 마녀라는 오해를 푼다. 친구들은 처음 에버프리 숲에 갔을 때, 포이즌 조크라는 꽃에 닿아 몸에 이상한 증상이 생겼다는 것을 알게 되고, 제코라의 도움으로 치료한다. 겉모습으로 남을 판단하면 안 된다는 교훈을 얻는다. |                                                 |                           |                                    |              |                    |
| 10 | "빌붙이말썽요정 대소동" "Swarm of the Century"  | 제이슨 티선 & 제임스 우튼 | 미첼 아론 라슨                     | 2010-12-17   | 2014-05-29         |
| 11 | "겨울 마무리" "Winter Wrap Up"                  | 제이슨 티선 & 제임스 우튼 | 신디 마로우                        | 2010-12-24   | 2014-06-04         |
| 12 | "큐티 마크를 찾아서" "Call of the Cutie"        | 제이슨 티선 & 제임스 우튼 | 메건 맥캐시                        | 2011-01-07   | 2014-06-05         |
| 13 | "낙엽 달리기 대회" "Fall Weather Friends"       | 제이슨 티선 & 제임스 우튼 | 에이미 키팅 로저스                 | 2011-01-28   | 2014-06-11         |
| 14 | "래리티의 패션쇼" "Suited For Success"          | 제이슨 티선 & 제임스 우튼 | 샤를로트 풀러톤                    | 2011-02-04   | 2014-06-12         |
| 15 | "핑키 센스" "Feeling Pinkie Keen"               | 제이슨 티선 & 제임스 우튼 | 데이브 폴스키                      | 2011-02-11   | 2014-06-18         |
| 16 | "소닉 레인붐" "Sonic Rainboom"                  | 제이슨 티선 & 제임스 우튼 | 미첼 아론 라슨                     | 2011-02-18   | 2014-06-19         |
| 17 | "노려보기의 달인" "Stare Master"                | 제이슨 티선 & 제임스 우튼 | 크리스 사비노                      | 2011-02-25   | 2014-06-25         |
| 18 | "장기자랑 크루세이더" "The Show Stoppers"       | 제이슨 티선 & 제임스 우튼 | 신디 마로우                        | 2011-03-04   | 2014-06-26         |
| 19 | "래리티와 건달들" "A Dog and Pony Show"         | 제이슨 티선 & 제임스 우튼 | 에이미 키팅 로저스                 | 2011-03-11   | 2014-07-02         |
| 20 | "모델이 된 플러터샤이" "Green Isn't Your Color" | 제이슨 티선 & 제임스 우튼 | 메건 맥캐시                        | 2011-03-18   | 2014-07-03         |
| 21 | "블룸버그 납치 대소동" "Over a Barrel"          | 제이슨 티선 & 제임스 우튼 | 데이브 폴스키                      | 2011-03-25   | 2014-07-09         |
| 22 | "공주님의 애완동물" "A Bird in the Hoof"        | 제이슨 티선 & 제임스 우튼 | 샤를로트 풀러톤                    | 2011-04-08   | 2014-07-10         |
| 23 | "큐티마크 연대기" "The Cutie Mark Chronicles"   | 제이슨 티선 & 제임스 우튼 | 미첼 아론 라슨                     | 2011-04-15   | 2014-07-16         |
| 24 | "위기의 스파이크" "Owl's Well That Ends Well"   | 제이슨 티선 & 제임스 우튼 | 신디 마로우                        | 2011-04-22   | 2014-07-17         |
| 25 | "핑키 파이의 파티" "Party of One"               | 제이슨 티선 & 제임스 우튼 | 메건 맥캐시                        | 2011-04-29   | 2014-07-23         |
| 26 | "생애 최고의 밤" "The Best Night Ever"          | 제이슨 티선 & 제임스 우튼 | 에이미 키팅 로저스                 | 2011-05-06   | 2014-07-24         |